# My Nigga
My Nigga è un singolo del rapper statunitense YG, pubblicato il 17 settembre 2013 su etichetta Def Jam.

## Tracce
1. My Nigga – 3:56